# Canton de Montrouge
Le canton de Montrouge est une circonscription électorale française située dans le département des Hauts-de-Seine et la région Île-de-France.
À la suite du redécoupage cantonal de 2014, les limites territoriales du canton sont remaniées. Le nombre de communes du canton passe de 1 à 2.

## Histoire
Par décret du 26 février 2014, le nombre de cantons du département est divisé par deux, avec mise en application aux élections départementales de mars 2015. Le canton de Montrouge est conservé et s'agrandit. Il passe de 1 à 2 communes.

## Représentation

### Représentation avant 2015
| Période | Période      | Identité           | Étiquette    | Qualité                                                                      |
| ------- | ------------ | ------------------ | ------------ | ---------------------------------------------------------------------------- |
| 1967    | 1994 (décès) | Henri Ginoux       | CNI puis UDF | Industriel Maire de Montrouge (1958-1994) Député (1973-1981)                 |
| 1994    | 1998         | Claude Manonviller | RPR          | Marbrier, maire adjoint de Montrouge                                         |
| 1998    | 2004         | Wilfrid Vincent    | PS           | Économiste ,conseiller municipal de Montrouge                                |
| 2004    | 2015         | Jean-Loup Metton   | UDF puis NC  | Maire de Montrouge (1994-2016) Vice-président du Conseil général (2011-2015) |

### Représentation depuis 2015
| Période élective | Période élective | Mandat | Mandat   | Identité                  | Nuance | Nuance | Qualité                                                    |
| ---------------- | ---------------- | ------ | -------- | ------------------------- | ------ | ------ | ---------------------------------------------------------- |
| 2015             | 2021             | 2015   | 2021     | Catherine Picard          |        | PS     | Adjointe au maire de Malakoff (depuis 2001)                |
| 2015             | 2021             | 2015   | 2021     | Joaquim Timoteo           |        | PS     | Consultant Conseiller municipal de Montrouge (depuis 2008) |
| 2021             | 2028             | 2021   | en cours | Joaquim Timoteo           |        | PS     | Conseiller sortant                                         |
| 2021             | 2028             | 2021   | en cours | Dominique Trichet-Allaire |        | EELV   | Adjointe au maire de Malakoff                              |

### Résultats détaillés

#### Élections de mars 2015
À l'issue du 1er tour des élections départementales de 2015, deux binômes sont en ballottage : Clément Forestier et Isabelle Parrain (Union de la Droite, 33,46 %) et Catherine Picard et Joaquim Timoteo (PS, 28,67 %). Le taux de participation est de 48,36 % (22 907 votants sur 47 371 inscrits) contre 46,11 % au niveau départemental et 50,17 % au niveau national.
Au second tour, Catherine Picard et Joaquim Timoteo (PS) sont élus avec 52,32 % des suffrages exprimés et un taux de participation de 45,16 % (10 496 voix pour 21 391 votants et 47 371 inscrits).

#### Élections de juin 2021
Le premier tour des élections départementales de 2021 est marqué par un très faible taux de participation (33,26 % au niveau national). Dans le canton de Montrouge, ce taux de participation est de 37,77 % (17 226 votants sur 45 607 inscrits) contre 35,09 % au niveau départemental. À l'issue de ce premier tour, deux binômes sont en ballottage : Joaquim Timoteo et Dominique Trichet-Allaire (Union à gauche avec des écologistes, 27,4 %) et Frédérique Bassoli et Étienne Lengereau (DVC, 25,77 %).
Le second tour des élections est marqué une nouvelle fois par une abstention massive équivalente au premier tour. Les taux de participation sont de 34,36 % au niveau national, 37,05 % dans le département et 39,45 % dans le canton de Montrouge. Joaquim Timoteo et Dominique Trichet-Allaire (Union à gauche avec des écologistes) sont élus avec 55,41 % des suffrages exprimés (9 377 voix pour 17 994 votants et 45 611 inscrits),,.

## Composition

### Composition avant 2015
Le canton comptait une commune.
| Nom                   | Code Insee | Codepostal | Superficie (km2) | Population (dernière pop. légale) | Densité (hab./km2) |
| --------------------- | ---------- | ---------- | ---------------- | --------------------------------- | ------------------ |
| Montrouge (chef-lieu) | 92049      | 92120      | 2,07             | 48 909 (2012)                     | 23 628             |

### Composition depuis 2015
Le canton de Montrouge comprend désormais deux communes entières.
| Nom                               | Code Insee | Intercommunalité         | Superficie (km2) | Population (dernière pop. légale) | Densité (hab./km2) | Modifier                                    |
| --------------------------------- | ---------- | ------------------------ | ---------------- | --------------------------------- | ------------------ | ------------------------------------------- |
| Montrouge (bureau centralisateur) | 92049      | Métropole du Grand Paris | 2,07             | 46 273 (2022)                     | 22 354             | modifier les données · modifier les données |
| Malakoff                          | 92046      | Métropole du Grand Paris | 2,07             | 30 183 (2022)                     | 14 581             | modifier les données · modifier les données |
| Canton de Montrouge               | 9218       |                          | 4,14             | 76 456 (2022)                     | 18 468             | modifier les données                        |

## Démographie

### Démographie avant 2015
| 1968   | 1975   | 1982   | 1990   | 1999   | 2006   | 2011   | 2012   |
| ------ | ------ | ------ | ------ | ------ | ------ | ------ | ------ |
| 44 922 | 40 304 | 38 517 | 38 106 | 37 733 | 45 178 | 48 710 | 48 909 |

### Démographie depuis 2015
En 2022, le canton comptait 76 456 habitants, en évolution de −3,34 % par rapport à 2016 (Hauts-de-Seine : +2,75 %, France hors Mayotte : +2,11 %).
| 2013   | 2018   | 2022   |
| ------ | ------ | ------ |
| 79 960 | 79 445 | 76 456 |